# 塞格里亚
塞格里亚（西班牙語：Segriá），是西班牙加泰罗尼亚莱里达省的一个县。总面积1396.65平方公里，总人口203279（2009年），人口密度146人/平方公里。行政中心位于列伊达。
塞格里亚县辖有38个市镇。